# ニコライ・シチェルバチョフ
ニコライ・ウラディーミロヴィチ・シチェルバチョフ（ロシア語: Никола́й Влади́мирович Щербачёв, ラテン文字転写:Nikolai Vladimirovich Shcherbachov, 1853年8月12日〔新暦24日〕- 1922年10月1日）はロシアの作曲家、ピアニスト。
サンクトペテルブルクで生まれたシチェルバチョフは、同じ作曲家であるウラディーミル・シチェルバチョフのおじにあたる。また同時期の作曲家アンドレイ・ウラディーミル・シチェルバチョフ（1869-1916）はまたいとこである。1871年以降、シチェルバチョフはいわゆる5人組（もしくはより広い意味でバラキレフのサークル）に属することになった。
彼はピアノ曲や歌曲のほか、オーケストラ向けの作品も発表した。1893年にシチェルバチェフは、チョップスティックスのロシア版をもとにしたピアノ作品からなる、バラキレフのサークルによる作品集の新版に自作を提供した。

## External links
- ニコライ・シチェルバチョフの楽譜 - 国際楽譜ライブラリープロジェクト